# Dipteropeltis macrantha
Dipteropeltis macrantha är en vindeväxtart som beskrevs av F.J. Breteler. Dipteropeltis macrantha ingår i släktet Dipteropeltis och familjen vindeväxter. Inga underarter finns listade i Catalogue of Life.